# NoScript
NoScript (ou NoScript Security Suite) é um add-on (extensão) de software livre para o Mozilla Firefox, SeaMonkey e outros navegadores da Mozilla - Add-on (Mozilla), criados e ativamente mantidos por Giorgio Maone, um desenvolvedor de software italiano.
O NoScript permite a execução de conteúdo web executável com base em JavaScript, Java ,Flash, Silverlight e outros Plug-in somente se o site de hospedagem for considerado confiável (HTTPS) ou se o usuário tiver previamente o adicionado a uma "lista branca" (ou whitelist em inglês). Também oferece contramedidas específicas contra Exploit (segurança de computadores), garantindo mais segurança para o computador pessoal.

## História
A primeira versão estável foi lançada em 13 de Maio de 2005, com 41 kilobytes e funcionava no Firefox 0.7 - 1.0+. A extensão foi sucessivamente melhorada no decorrer dos anos.
Em 16 de março de 2018, chegou a sua versão estável 415 com o código 10.1.7.3 e com um tamanho de 366,1 Kilobytes, sendo compátivel com Firefox 57.0 e superiores com mais recursos.